# Corno Giovine
Corno Giovine – miejscowość i gmina we Włoszech, w regionie Lombardia, w prowincji Lodi.
Według danych na rok 2004 gminę zamieszkiwało 1206 osób, 134 os./km².